# Leptognathia elegans
Leptognathia elegans är en kräftdjursart som beskrevs av Rosalia Konstantinovna Kudinova-Pasternak 1965. Leptognathia elegans ingår i släktet Leptognathia och familjen Leptognathiidae. Inga underarter finns listade i Catalogue of Life.